# Gauliga Bayern 1933/34
De Gauliga Bayern 1933/34 was het eerste voetbalkampioenschap van de Gauliga Bayern. De Gauliga werd in 1933 in het leven geroepen als nieuwe hoogste klasse in het Duitse voetbal en had zestien regionale onderverdelingen. 1. FC Nürnberg werd kampioen en plaatste zich voor de eindronde om de Duitse landstitel. In de groepsfase eindigde de club samen met Dresdner SC op de eerste plaats, maar ging naar de halve finale door een beter doelsaldo. Daar trof de club Viktoria 89 Berlin en won met 2-1. In de finale verloor de club met 2-1 van FC Schalke 04.

## Samenstelling
De clubs speelden voorheen in de Beierse competitie van de Zuid-Duitse voetbalbond. De competitie was door de jaren heen verschillend opgesplitst in een noordelijke en zuidelijke groep en speelde ook een aantal jaren als één grote competitie. Voor de clubs uit Beieren was de competitieherstructurering minder ingrijpend als voor kleinere competities. Doordat twee clubs uit Ulm overgeheveld werden naar de Gauliga Württemberg moesten slechts zes clubs degraderen. 
- Uit de Bezirksliga Bayern, Noord-Beierse competitie 1932/33:
  - 1. FC Nürnberg
  - SpVgg Fürth
  - 1. FC Schweinfurt 05
  - 1. FC Bayreuth
  - ASV 1928 Nürnberg
  - 1. Würzburger FV 04
- Uit de Bezirksliga Bayern Zuid-Beierse competitie 1932/33:
  - FC Bayern München
  - SV 1860 München (Op 13 maart 1934 fuseerde SV 1860 met TV München 1860 en werd zo TSV 1860 München )
  - FC Wacker München
  - 1. FC München
  - SSV Schwaben Augsburg
  - SpB Jahn Regensburg (Op 24 mei 1934 SpB Jahn met Schwimmverein Regensburg en SV 1889 Regensburg tot SSV Jahn Regensburg )

## Eindstand
| Plaats | Club                  | Wed. | W  | G | V  | Saldo | Ptn.  |
| ------ | --------------------- | ---- | -- | - | -- | ----- | ----- |
| 1.     | 1. FC Nürnberg        | 22   | 15 | 4 | 3  | 61:26 | 34:10 |
| 2.     | SV 1860 München       | 22   | 13 | 7 | 2  | 48:15 | 33:11 |
| 3.     | FC Bayern München     | 22   | 11 | 5 | 6  | 53:35 | 27:17 |
| 4.     | 1. FC Schweinfurt 05  | 22   | 11 | 4 | 7  | 38:37 | 26:18 |
| 5.     | SSV Schwaben Augsburg | 22   | 10 | 5 | 7  | 45:38 | 25:19 |
| 6.     | SpVgg Fürth           | 22   | 8  | 6 | 8  | 41:32 | 22:22 |
| 7.     | ASV 1928 Nürnberg     | 22   | 8  | 4 | 10 | 38:38 | 20:24 |
| 8.     | SpB Jahn Regensburg   | 22   | 7  | 5 | 10 | 36:43 | 19:25 |
| 9.     | FC Wacker München     | 22   | 7  | 4 | 11 | 36:50 | 18:26 |
| 10.    | 1. FC Bayreuth        | 22   | 5  | 7 | 10 | 31:52 | 17:27 |
| 11.    | 1. Würzburger FV 04   | 22   | 4  | 5 | 13 | 27:55 | 13:31 |
| 12.    | 1. FC 05 München      | 22   | 3  | 4 | 15 | 26:59 | 10:34 |

|  | Kampioen, geplaatst voor nationale eindronde |
|  | Degradatie naar Bezirksliga                  |

## Promotie-eindronde
| Plaats | Club                   | Wed. | Saldo | Ptn.  |
| ------ | ---------------------- | ---- | ----- | ----- |
| 1.     | SpVgg Weiden           | 10   | 30:18 | 14:6  |
| 2.     | BC Augsburg            | 10   | 22:19 | 12:8  |
| 3.     | FC Bayern Hof          | 10   | 16:18 | 10:10 |
| 4.     | MTV Fürth              | 10   | 17:17 | 8:12  |
| 5.     | Viktoria Aschaffenburg | 10   | 18:29 | 8:12  |
| 6.     | Polizei SV München     | 10   | 17:19 | 6:14  |

|  | Promotie naar Gauliga Bayern 1934/35 |